# مونولوج دموع في المطر
«دموع في المطر» (المعروف أيضا باسم «خطاب حزم السيزيوم») هو خطاب ألقاه شخصية روي باتي (من تمثيل راتغر هاور) في بليد رانر الذي تم انتاجه عام 1982 من إخراج ريدلي سكوت. وتم تغيير الخطوط الأصلية للمونولوج الُمرتجل بواسطة هاور قبل ليلة واحدة من التصوير،  المونولوج في كثير من الأحيان يُقال عنه كما أكد; الناقد مارك رولاندس في وصفه بأنه «ربما أنه الأكثر عاطفة في مناجاة الموت في تاريخ السينما». ويظهر الخطاب في المسار الأخير في ألبوم الموسيقى التصويرية للفيلم.

## السيناريو والارتجال
يوجه الخطاب الآلي روي باتي وهو على حافة الموت إلى ريك ديكارد، بعد لحظات من إنقاذه حياة الأخير على الرغم من أن ديكارد قد تم إرساله لقتله. المشهد يحدث أثناء هطول الأمطار الغزيرة، قبل لحظات من موته المؤسف. مما يعكس تجاربه الخاصة أثناء موته الوشيك فيقول (مع توقفات درامية بين كل تصريح):
«لقد رأيت أشياء، أنتم أيها البشر لن تستطيعون تصديقها.. سُفن هجومية مشتعلة قبالة منكب الجوزاء.. لقد شاهدت حزم السيزيوم.. تتوهج في العتمة قبرب بوابة تانهوسر.. كل هذه.. اللحظات ستضيع.. في الزمن.. مثل.. الدموع في المطر.. حان وقت الموت.»